# Чедуик, Джордж Уайтфилд
Джордж Уайтфилд Чедуик (англ. George Whitefield Chadwick; 13 ноября 1854 — 4 апреля 1931) — американский композитор и музыкальный педагог. Вместе с Джоном Ноулзом Пейном, Артуром Футом, Эдуардом Макдауэллом, Эми Бич и Горацио Паркером составлял так называемую Бостонскую шестёрку — круг композиторов, внёсших значительный вклад в становление американской академической музыки.

## Биография
Получил начальные уроки игры на органе от старшего брата. Бросив учёбу в старших классах школы, Чедуик некоторое время помогал отцу, занимавшемуся страховым бизнесом, а в 1872 году поступил в Консерваторию Новой Англии, где учился у Джорджа Уайтинга (композиция), Карлайла Петерзили (фортепиано) и Стивена Эмери (теория). В 1876 году получил должность преподавателя музыки в колледже (англ.) города Оливет (англ.), штат Мичиган; в том же году было исполнено его первое произведение — «Канон ми мажор». Чедуик успел поучаствовать в учредительной конференции Национальной ассоциации учителей музыки, после чего отправился в Европу совершенствовать своё музыкальное образование.

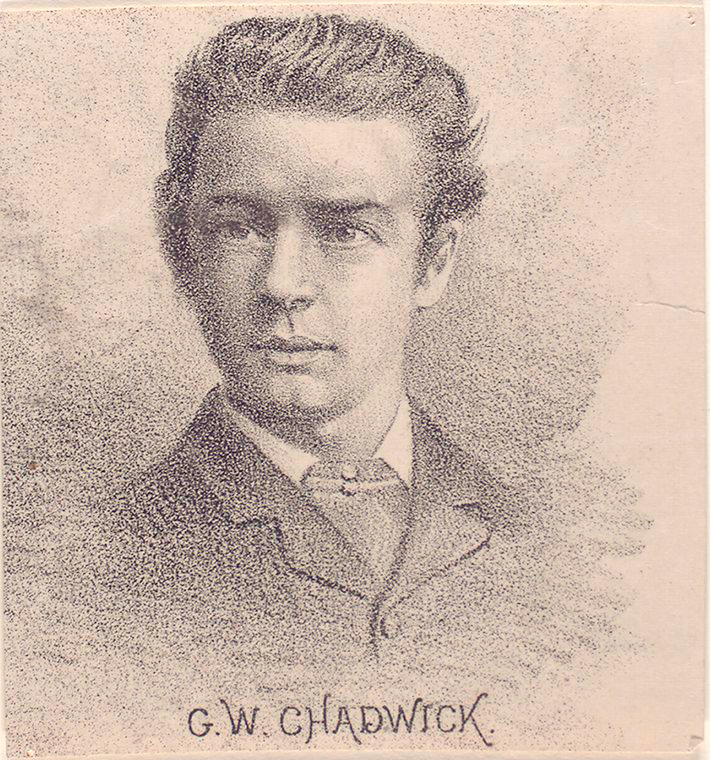

На протяжении двух лет Чедуик учился в Лейпцигской консерватории у Карла Райнеке и Саломона Ядассона, написав за это время два струнных квартета и увертюру «Рип Ван Винкль». Затем он примкнул к компании артистической американской молодёжи во главе с художником Фрэнком Дювенеком, странствовавшей по Европе, главным образом между Мюнхеном и Парижем. Помимо общих впечатлений от бурной художественной жизни двух европейских культурных центров, в Мюнхене Чедуик некоторое время учился у Йозефа Райнбергера.
В 1880 году Чедуик вернулся в Бостон. Он закончил свою первую симфонию, выступал как органист и дирижёр, в 1890—1899 годах руководил музыкальным фестивалем в Спрингфилде. В 1897 году он возглавил Консерваторию Новой Англии и сделал очень много для её развития.

### Сочинения
За первые пятнадцать лет творчества Чедуик написал три симфонии, увертюры «Рип Ван Винкль», «Мельпомена» и «Талия», три струнных квартета и фортепианный квинтет, оперу-бурлеск «Табаско» (1894), в значительной мере составленную из выигрышных «концертных» номеров с разнородными фольклорными основаниями, от болеро до ригодона. Круг музыкальных влияний, прослеживаемых в этих произведениях, простирается от Мендельсона до Вагнера, однако многие из них не лишены выразительности и самобытности.
Среди произведений рубежа XIX—XX веков выделяются «Симфонические очерки», симфониетта, Симфоническая сюита, содержащие немало неожиданных приёмов и элементов: соло саксофона и бас-кларнета, расширенные секции ударных, элементы пентатоники и другие. Американские фольклорные мотивы использованы в Четвёртом струнном квартете.
В 1910-е годы Чедуик уделяет больше внимания программной и драматической музыке, выделяются симфоническая поэма «Афродита», опера «Падроне» из жизни итальянских иммигрантов в Бостоне, близкая по духу и стилю к веризму. Во время Первой мировой войны Чедуик писал патриотические песни. В 1920-е годы он сочинял мало, отдавая себя преимущественно преподавательской и административной работе.